# Cammell Laird
La Cammell Laird è un'azienda di costruzioni navali, tra le più importanti nel Regno Unito. Nacque nel 1903 dalla fusione della Laird, Son & Co. di Birkenhead con la Johnson Cammell & Co. di Sheffield.

## Storia

### Dalla fondazione alla seconda guerra mondiale
L'azienda venne fondata da William Laird, che fondò nel 1824 la Birkenhead Iron Works, quando venne affiancato dal figlio John Laird nel 1828. La prima nave prodotta fu una chiatta con lo scafo in ferro. John dedusse che le tecniche di produzione delle caldaie in ferro potevano essere applicate anche allo scafo delle navi. L'azienda divenne quindi leader nella produzione di navi in ferro e introdusse anche importanti miglioramenti nel campo della propulsione.
Nel 1903 si ebbe la fusione con la Johnson Cammel & Co., fondata a Sheffield da Charles Cammell e Henry Thomas Johnson e specializzata nella produzione di ruote e binari in ferro.
Tra il 1829 ed il 1947 più di 1.100 imbarcazioni di tutti i tipo vennero varate dai cantieri Cammell Laird sul fiume Mersey. Tra le più famose vi furono la Ma Roberts, prima nave con lo scafo in acciaio varata nel 1858 per la spedizione sullo Zambesi di David Livingstone, l'incrociatore Caroline detentore del record di nave costruita in minor tempo (nove mesi dall'impostazione al varo), la Fullagar, prima nave con lo scafo completamente saldato costruita nel 1920. Inoltre vennero costruite dall'azienda la seconda Mauretania nel 1938, la portaerei Ark Royal nel 1937 e la successiva nave con lo stesso nome, la portaerei Ark Royal del 1950, al tempo la nave più grande mai costruita per la Royal Navy.

### Il dopoguerra
L'azienda venne nazionalizzata nel 1977 con la nazionalizzazione dell'intero settore delle costruzioni navali venendo assorbita nella British Shipbuilders. Nel 1986 venne privatizzata insieme alla Vickers Shipbuilding and Engineering. Queste due aziende erano le uniche due presenti in Gran Bretagna capaci di produrre sottomarini nucleari. Nel 1993 completò l'HMS Unicorn (S43), attualmente in servizio come HMCS Windson, ultima nave ad essere costruita nel cantiere fino ad oggi.

### La chiusura
Dopo un periodo di difficoltà finanziarie dovute anche al mancato perfezionamento di un contratto da 50 milioni di sterline con la Costa Crociere, l'azienda entrò in amministrazione controllata nell'aprile 2001, cedendo quindi i cantieri di Birkenhead, Teesside e Tyneside all'A&P Group nello stesso anno. Nel 2005 il controllo del cantiere di Birkenhead passò alla Northwestern Shiprepairers & Shipbuilders mentre gli altri tre stabilimenti rimasero della società venendo impegnati nella riparazione e conversione di navi. Il nome Cammell Laird rimase in uso grazie alla Cammell Laird di Gibilterra, acquisita nel 2001 e passata nel 2008 alla Northwestern Shiprepairers.

## La riapertura
Il Peel Group acquisì il cantiere della Cammell nel gennaio 2007 per facilitare lo sviluppo del progetto Wirral Waters nella zona. Nello stesso anno venne annunciato che la Northwestern Shiprepairers & Shipbuilders, proprietaria dello stabilimento aveva acquisito i diritti sul nome. Nel febbraio 2008 l'azienda vinse un contratto da 28 milioni di sterline con il Ministero della Difesa per il rinnovamento della RFA Fort Rosalie della Royal Fleet Auxiliary.
Il 17 novembre 2008 l'azienda cambiò nome in Cammell Laird Shiprepairers & Shipbuilders Limited e nel gennaio 2010 è stato annunciato che l'azienda costruirà i ponti di volo della nuova portaerei britannica, la Queen Elizabeth.